# I'm Gonna Make You Love Me
I'm Gonna Make You Love Me è un singolo realizzato in collaborazione dai gruppi vocali statunitensi Diana Ross & The Supremes e The Temptations, pubblicato nel 1968 dalla Motown.
Il brano, inserito nell'album Diana Ross & the Supremes Join the Temptations, è stato scritto da Kenneth Gamble e Jerry Ross.

## Tracce
- 7"

1. I'm Gonna Make You Love Me
2. A Place in the Sun

## Formazione
- Diana Ross - voce, voce parlata
- Eddie Kendricks - voce, cori
- Otis Williams - voce parlata, cori
- Mary Wilson - cori
- Cindy Birdsong - cori
- Melvin Franklin - cori
- Paul Williams - cori
- Dennis Edwards - cori
- The Funk Brothers - strumenti
- Detroit Symphony Orchestra